# Neodym(II)-bromid
Neodym(II)-bromid ist eine anorganische chemische Verbindung des Neodyms aus der Gruppe der Bromide.

## Darstellung
Neodym(II)-bromid kann durch Reduktion von Neodym(III)-bromid mit Neodym im Vakuum bei 800 bis 900 °C gewonnen werden.
{\displaystyle {\ce {Nd + 2 NdBr3 -> 3 NdBr2}}}

## Eigenschaften
Neodym(II)-bromid ist ein dunkelgrüner Feststoff. Die Verbindung ist äußerst hygroskopisch und kann nur unter sorgfältig getrocknetem Schutzgas oder im Hochvakuum aufbewahrt und gehandhabt werden. An Luft oder bei Kontakt mit Wasser geht sie unter Feuchtigkeitsaufnahme in Hydrate über, die aber instabil sind und sich mehr oder weniger rasch unter Wasserstoff-Entwicklung in Oxidbromide verwandeln. Die Verbindung besitzt eine Kristallstruktur vom Blei(II)-chlorid-Typ.